# Sant Sebastià a la Coscollera
Sant Sebastià a la Coscollera és una església gòtica de Vilanova de Meià (Noguera) protegida com a bé cultural d'interès local.

## Descripció
Es tracta d'una església de planta rectangular, d'una sola nau i absis semicircular encarat a llevant. La coberta és de volta de canó amb contratirants de ferro. La porta és al mur de ponent i està precedida per un atri, al qual s'accedeix per la part de migdia. A l'absis, reforçat amb sis pilastres que fan de contraforts, hi ha dues finestres d'arc apuntat i una altra de mig punt que està tapada. No hi ha campanar ni espadanya. L'interior està arrebossat amb morter de ciment i pintat, els murs exteriors també estan arrebossats amb argamassa de calç i arena. La volta, reconstruïda entre 1960 i 1962, es coberta per teula àrab.

## Història
L'església de Sant Sebastià es trobava dins la quadra de la Coscollera, que fins al segle xiv havia existit com a municipi diferenciat de Santa Maria de Meià.
La notícia més antiga que es coneix d'aquesta església la dona J. Roig i Jalpí el 1668 en el llibre on descriu el Priorat de Meià. Diu que antigament era parròquia i que el 20 de gener de 1623 es va trencar la campana Dou i que la processó no va poder pujar des de santa Maria a causa del mal temps. Tradicionalment, almenys des del segle xvii, es pujava en aplec a l'ermita del 20 de gener, dia de Sant Sebastià. Últimament l'aplec es fa el dilluns de Pasqua Granada, coincidint amb el Roser de Primavera de la vila de Santa Maria de Meià.
Durant la Guerra Civil va servir com polvorí de l'exèrcit republicà, hi va haver una explosió que va esfondrar la coberta. Les diferents restauracions fa que sigui difícil de datar, però les finestres apuntades i els contraforts fan pensar que es tracta d'una construcció gòtica força rústega, segurament del segle xvi. La finestra de mig punt dona indicis que podria tractar-se d'un temple romànic ampliat. Caldria fer prospeccions arqueològiques per datar l'edifici amb més precisió.